# Aucuba confertiflora
Aucuba confertiflora är en garryaväxtart som beskrevs av Wen Pei Fang och Z.P. Soong. Aucuba confertiflora ingår i släktet aukubor, och familjen garryaväxter. Inga underarter finns listade.